# Michel Brun
Michel Brun né le 30 mars 1931 à Mareuil en Périgord (Dordogne) et mort le 22 novembre 1972 au Vieux-Mareuil (Dordogne) est un coureur cycliste français, professionnel de 1951 à 1953. Son frère Jacques a également été coureur cycliste.

## Palmarès
- 1951
  - 2e du Circuit du Cantal
  - 2e du Tour de la Dordogne[2]
- 1952
  - 3e du Bol d'or des Monédières
- 1953
  - 8e(b) et 11e étapes de la Route de France
  - 2e du Circuit du Cher